# كارين إباسكو
كارين سانتوس إيباسكو (من مواليد 17 ديسمبر 1990) فيزيائية وملكة جمال فلبينية، والتي فازت بلقب ملكة جمال الأرض 2017 ، بعد أن توجت ملكة جمال الفلبين الأرض 2017.

## نشأتها
ولدت كارين في 17 ديسمبر 1990 في مانيلا، الفلبين. درست في مدرسة هوب كريستيان الثانوية في مانيلا. حصلت على درجة البكالوريوس في الفيزياء التطبيقية الرئيسية في الأجهزة وشهادة الماجستير في الفيزياء التطبيقية الكبرى في الفيزياء الطبية في جامعة سانتو توماس في الفلبين، حيث تخرجت بتقدير امتياز في كلا الدرجتين. كانت أيضًا مُدرِّسة سابقة في كلية العلوم بجامعة سانتو توماس وعملت كطبيبة فيزيائية في جامعة سانت مركز لوك الطبي، جلوبال سيتي.